# Grugny
Grugny település Franciaországban, Seine-Maritime megyében. Lakosainak száma 1009 fő (2022. január 1.). Grugny Clères, Frichemesnil és La Houssaye-Béranger községekkel határos.

## Népesség
A település népességének változása:
| Lakosok száma | 935  | 975  | 1011 | 1011 | 1009 | 1008 | 1006 | 1005 | 1009 |
|               | 2013 | 2015 | 2016 | 2017 | 2018 | 2019 | 2020 | 2021 | 2022 |